# Юрино (Кадуйский район)
Юрино — деревня в Кадуйском районе Вологодской области.
Входит в состав Никольского сельского поселения (с 1 января 2006 года по 8 апреля 2009 года входила в Великосельское сельское поселение), с точки зрения административно-территориального деления — в Великосельский сельсовет.
Расстояние до районного центра Кадуя по автодороге — 54,5 км, до центра муниципального образования села Никольское  по прямой — 13 км. Ближайшие населённые пункты — Алявино, Вертягино, Изорково, Лунино, Михалево.
По данным переписи в 2002 году постоянного населения не было.